# Giro della Toscana 2024
Il Giro della Toscana - Memorial Alfredo Martini 2024, novantaseiesima edizione della corsa e valida come prova dell'UCI Europe Tour 2024 categoria 1.1, si svolse l'11 settembre 2024 su un percorso di 182,7 km, con partenza e arrivo a Pontedera, in Italia. La vittoria fu appannaggio del francese Clément Champoussin, il quale completò il percorso in 4h23'40", alla media di 41,575 km/h, precedendo l'australiano Michael Storer e il connazionale Jordan Jegat.
Sul traguardo di Pontedera 72 ciclisti, dei 155 partiti dalla stessa località, portarono a termine la competizione.

## Squadre e corridori partecipanti
| N.      | Cod. | Squadra                 |
| ------- | ---- | ----------------------- |
| 2-8     | UAD  | UAE Team Emirates       |
| 11-17   | ARK  | Arkéa-B&B Hotels        |
| 21-27   | AST  | Astana Qazaqstan Team   |
| 31-37   | COF  | Cofidis                 |
| 41-47   | EFE  | EF Education-EasyPost   |
| 51-57   | MOV  | Movistar Team           |
| 61-66   | RBH  | Red Bull-Bora-Hansgrohe |
| 71-76   | JAY  | Team Jayco AlUla        |
| 81-87   | BWB  | Bingoal WB              |
| 91-97   | BBH  | Burgos-BH               |
| 101-107 | CJR  | Caja Rural-Seguros RGA  |
| 111-117 | COR  | Corratec Vini Fantini   |

| N.      | Cod. | Squadra                        |
| ------- | ---- | ------------------------------ |
| 121-127 | EKP  | Equipo Kern Pharma             |
| 131-137 | Q36  | Q36.5 Pro Cycling Team         |
| 141-147 | PTK  | Team Polti Kometa              |
| 151-157 | TDT  | TDT-Unibet Cycling Team        |
| 161-167 | TEN  | TotalEnergies                  |
| 171-177 | TUD  | Tudor Pro Cycling Team         |
| 181-187 | VBF  | VF Group-Bardiani CSF-Faizanè  |
| 191-197 | MGK  | MG.K Vis Colors for Peace      |
| 201-207 | PTL  | Petrolike                      |
| 211-217 | TER  | Team Technipes inEmiliaRomagna |
| 221-227 | IWD  | Work Service-Vitalcare-Dynatek |

## Ordine d'arrivo (Top 10)
| Pos. | Corridore      | Squadra       | Tempo    |
| ---- | -------------- | ------------- | -------- |
| 1    | C. Champoussin | Arkéa         | 4h23'40" |
| 2    | Michael Storer | Tudor         | s.t.     |
| 3    | Jordan Jegat   | TotalEnergies | a 17"    |
| 4    | Marco Brenner  | Tudor         | s.t.     |
| 5    | Ben Zwiehoff   | Red Bull      | s.t.     |
| 6    | D. Pozzovivo   | VF Group      | s.t.     |
| 7    | Javier Romo    | Movistar      | a 26"    |
| 8    | Diego Ulissi   | UAE           | s.t.     |
| 9    | Ben Hermans    | Cofidis       | a 30"    |
| 10   | Floris De Tier | Bingoal       | s.t.     |